# 埃佛格林 (奧陶加縣)
埃佛格林（英語：Evergreen）是一個位於美國阿拉巴馬州奧陶加縣的非建制地區。該地的面積和人口皆未知。

## 地理
埃佛格林的座標為32°33′06″N 86°45′28″W / 32.551667°N 86.757800°W，而該地最高點為海拔高度169米（即554英尺）。